# Ортоарсенат свинца(II)
Ортоарсенат свинца(II) — неорганическое соединение,
соль свинца и ортомышьяковой кислоты
с формулой Pb3(AsO4)2,
бесцветные кристаллы,
не растворяется в воде.

## Получение
- Обменная реакция растворимой соли свинца ортоарсената натрия:

{\displaystyle {\mathsf {3Pb(NO_{3})_{2}+2Na_{3}AsO_{4}\ {\xrightarrow {}}\ Pb_{3}(AsO_{4})_{2}\downarrow +6NaNO_{3}}}}

## Физические свойства
Ортоарсенат свинца(II) образует бесцветные кристаллы
моноклинной сингонии, пространственная группа P 21/c, параметры ячейки a = 0,7536 нм, b = 0,6029 нм, c = 0,9509 нм, β = 115,15°, Z = 2
.
Не растворяется в воде.

## Применение
- Инсекцид.